# Туризм у Нідерландах

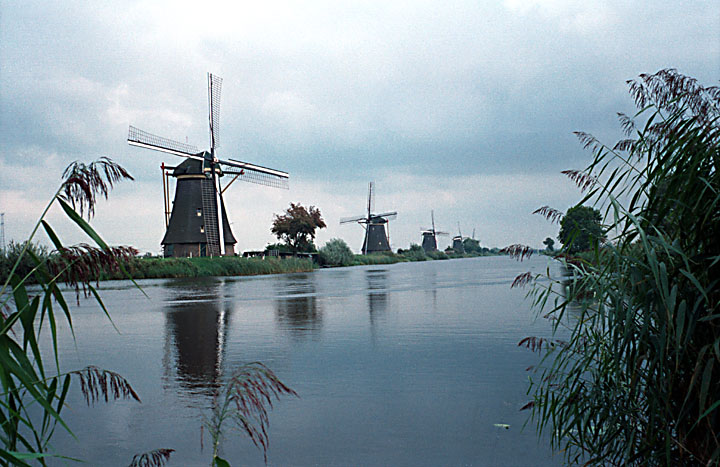
Млини Кіндердайка

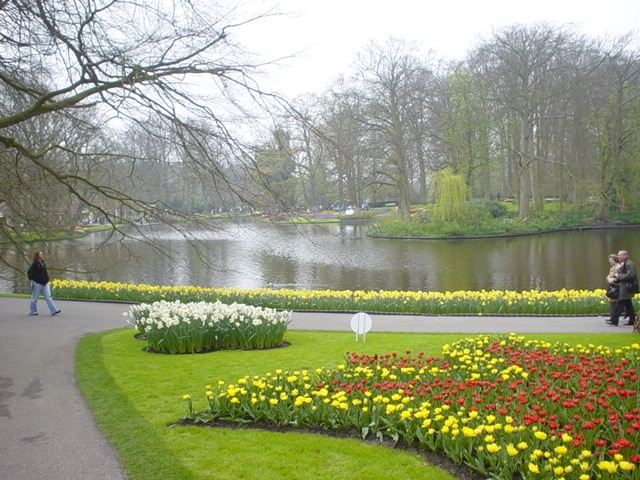
Квіти саду Кекенгоф

Туризм — важливий економічний сектор у Нідерландах. Країну щороку відвідує приблизно 10 мільйонів іноземців, перш за все з Німеччини, Великої Британії, США та Бельгії. Нідерланди входять до Шенгенської зони.
Туристів приваблює столиця — Амстердам, де є не тільки багаті культурні та історичні пам'ятки (музей Ван Гога, Державний музей Нідерландів, будинок-музей Рембрандта і будинок Анни Франк), а й такі «культові» місця, як Де Валлен (квартал червоних ліхтарів) і кав'ярні, де вільно продається канабіс та інші легкі наркотики, що заборонено в інших країнах Європи.
Гаага, резиденція монарха і уряду, знаменита архітектурою центру і мініатюрним містом Мадюродам; Роттердам — найбільшою гаванню в світі, магазинами і модерновою панорамою; Делфт і Утрехт — найбагатші торгові міста Нідерландів XVII століття. На півдні туристів приваблює один з найстаріших (римського часу) міст — Маастрихт, стародавнє село Валкенбюрг-ан-де-Гел, що лежить посеред романтичного пейзажу і найбільшим парком розваг у Бенілюксі Ефтелінг.
Знамениті голландські тюльпани оглядають у саду Кекенгоф, млини — в Зансе-Схансі і Кіндердайку. Туристи відвідують традиційні рибальські села Волендам і Маркен. Популярні сувеніри з Нідерландів — цибулини тюльпанів, делфтська порцеляна і кломпи (дерев'яні черевики).
Популярними серед туристів є нідерландські річки і узбережжя.
Найкращі місця для відвідування в Нідерландах:
Амстердам (столиця) є одним з найвідвідуваніших міст у всьому світі. Завдяки своєму красивому кільцю каналів і вражаючій архітектурі він точно вразить вас. Амстердам також є відправною точкою багатьох туристів, оскільки тут розташований найбільший аеропорт країни Схіпгол. Відвідайте один із численних музеїв, здійсніть круїз по каналу, зробіть покупки на Дев’яти вулицях, прогуляйтеся кварталом Червоних ліхтарів, насолодіться нічним життям або відпочиньте в одному з кафе.
Лейден — мальовниче місто в провінції Південна Голландія, батьківщина майстра живопису Рембрандта ван Рейна. Прогуляйтеся історичним центром міста, відвідайте ботанічний сад Hortus Botanicus , насолодіться містом з каналів і відвідайте один із численних музеїв міста. Детальніше про Лейден.
Делфт-традиційні канали, приголомшлива архітектура (наприклад, міська ратуша в стилі ренесансу та стародавні церкви), Науковий центр Делфта, всесвітньо відомий глиняний посуд Delft Blue. Делфт — це місто з багатою історією, яке часто бронюють як одноденну поїздку з Амстердама.
Гаага- Гаага є політичним центром Нідерландів, а також важливим на глобальному політичному ландшафті (Міжнародне місто миру та справедливості). Динамічне місто з 30 театрами, 45 музеями та майже 4000 магазинами. І не забуваймо популярні пляжі в районах Кейкдайн і Схевенінген.
Утрехт є столицею провінції Утрехт (так, провінція та місто мають однакову назву). Місто розташоване в центрі Нідерландів. Досить маленький, щоб пройти пішки та відкрити середньовічне місто, але достатньо великий, щоб проводити дні, відкриваючи та насолоджуючись музеями, архітектурою, магазинами та фестивалями. 
Роттердам — місто-гавань на заході країни в провінції Південна Голландія. Нещодавно Rough Guides рекомендував це місто як одне з міст, які варто відвідати, і опинився на 10 місці серед 52 місць, які варто відвідати за версією New York Times. Якщо ви любите фотографувати, ви не захочете пропустити міст Еразмусбруг
1. ↑  Эфтелинг [Архівовано 2016-06-11 у Wayback Machine.]